# 314
| 314                |
| ------------------ |
| Dødsfald - Fødsler |
|                    |

| Gregoriansk kalender | 314 CCCXIV              |
| Ab urbe condita      | 1067                    |
| Armensk kalender     | I/T                     |
| Kinesiske kalender   | 3010 – 3011 癸酉 – 甲戌 |
| Etiopisk kalender    | 306 – 307               |
| Jødisk kalender      | 4074 – 4075             |
| Hindukalendere       |                         |
| - Vikram Samvat      | 369 – 370               |
| - Shaka Samvat       | 236 – 237               |
| - Kali Yuga          | 3415 – 3416             |
| Iransk kalender      | 308 BP – 307 BP         |
| Islamisk kalender    | 318 BH – 317 BH         |

Se også 314 (tal)